# Friedrich Kutter
Friedrich Kutter (ur. 1 października 1834 w Grünberg in Schlesien (obecnie Zielona Góra), zm. 7 marca 1891) – niemiecki lekarz i ornitolog, prezes Niemieckiego Towarzystwa Ornitologicznego w latach 1890–1891.
Szkołę średnią ukończył w Żarach, studiował w Berlinie na Instytucie Medycyny i Chirurgii im. Friedricha Wilhelma, gdzie w 1856 roku otrzymał stopień doktora. Całe życie pracował jako lekarz wojskowy m.in. w pułkach stacjonujących w Berlinie, Głogowie, Poznaniu, Prudniku i Kassel. Brał udział w wojnie prusko-austriackiej i francusko-pruskiej.
Prawdziwym powołaniem Friedricha Kuttera była ornitologia, którą zainteresował się w czasie studiów. Jego najbardziej znane badania dotyczyły analizy ptasich jaj. Publikował na łamach „Journal für Ornithologie”, podróżował po świecie m.in. na Filipiny. W celach badawczych zgromadził dużą i cenioną w środowisku naukowym kolekcję jaj. Na podstawie okazów pozyskanych na Filipinach opisał dwa nowe gatunki ptaków, ale tylko jeden jest uznawany za takson ważny – Coracina striata kochii (opisany jako Graucalus Kochii), stanowiący podgatunek kruczyny jarzębatej. Takson opisany przez Cabanisa w oparciu o tę samą kolekcję ptaków i nazwany na cześć Kuttera Butio Kutteri, jest obecnie traktowany jako młodszy synonim Gorsachius melanolophus (ślepowrona orientalnego). W 1890 został prezesem Niemieckiego Towarzystwa Ornitologicznego. Zmarł rok później, pochowany został w Zielonej Górze.